# Chameleon moronský
Chameleon moronský, Furcifer cephalolepis, je malý ještěr pocházející z Komorských ostrovů. V Úmluvě o mezinárodním obchodu s ohroženými druhy volně žijících živočichů a rostlin je zařazen do přílohy II.
Tento chameleon má středně velkou hlavu s přilbou po celém obvodu lemovanou zvětšenými šupinami. Tyto šupiny jsou největší na nose ještěra, u samců mohou být až 2 mm dlouhé a mohou vpředu přesahovat špičku nosu. Jako všichni chameleoni má i chameleon moronský oční víčka srostlá, zůstává jen malý otvor na zornici, a velké oči se mohou pohybovat do všech stran a nezávisle na sobě. Tělo je bočně zploštělé a hřbetní, břišní i hrdelní hřeben jsou nevýrazné. Dlouhé nohy jsou zakončené prsty srostlými v klíšťky, které předních končetinách tvoří tři vnější a dva vnitřní prsty, na pánevních je tomu naopak. Prsty jsou opatřené silnými drápy. Ocas je dlouhý a ovíjivý. Samci dorůstají velikosti až 16,5 cm, samice maximálně 12 cm. Kromě výraznějších a větších šupin na hřbetu nosu a větší velikosti se samec od samice liší též výrazně silnějším kořenem ocasu v místě ukrytí hemipenisu. Základní barva je světle zelená s odstíny žluté, modré a hnědé, na bocích se táhne světlý podélný pruh. Mláďata asi do čtyř měsíců věku jsou světle béžová se světle zelenými tečkami.
Chameleon moronský je endemit ostrova Grande Comore, největšího z Komorských ostrovů. Zde se vyskytuje hojně, na životní prostředí není náročný, obývá vlhčí pobřežní oblasti ostrova, nevyhýbá se ani narušeným druhotným lesům a vyskytuje se též v blízkosti lidí v zahradách a parcích. Je to stromový živočich, šplhá na keře a nízké stromy. Je aktivní přes den, kdy pátrá po potravě, žije samotářsky, k dalším jedincům svého druhu je velmi agresivní. Období páření trvá asi tři dny. Je-li samice svolná, pomalu se od samce vzdaluje, nemá-li zájem, změní barvu těla na černou se světlejšími tečkami a samce zastrašuje široce otevřenou tlamou a zplošťováním těla. Chameleon moronský je vejcorodý, za 33-45 dní po kopulaci klade samice do předem vyhrabané nory 5-7 vajec. Inkubace při teplotě 26-28 °C trvá 240-310 dní. Pohlavní dospělosti dosahuje asi v roce věku.

## Chov
Chameleona moronského lze chovat pouze jednotlivě, při chovu více jedinců je třeba zamezit i zrakovému kontaktu přes stěny nádrží. Pro držení postačí pralesní terárium o rozměrech 20x20x30 cm, vhodným substrátem je směs písku a rašeliny, terárium se dále doplní rostlinami a větvemi ke šplhání. Délka světelného dne je 14 hodin, přes den se terárium vytápí na 28-30 °C, v noci na 16-25 °C. Relativní vlhkost vzduchu by se měla pohybovat mezi 60-100 %, proto je důležité rosení minimálně 2x denně. Mláďata se odchovávají při denní teplotě 28 °C s nočním poklesem na 20 °C. Nutností je dobré větrání terária s denním rosením. Teplota v teráriu mláďat nesmí přesáhnout 30 °C.
V zajetí se chameleon moronský krmí především cvrčky vhodné velikosti, dále přijímá zavíječe, sarančata, šváby, pavouky, mouchy a jiný přiměřeně velký hmyz.